# Терних
Терних (њем. Thörnich) општина је у њемачкој савезној држави Рајна-Палатинат. Једно је од 103 општинска средишта округа Трир-Сарбург. Према процјени из 2010. у општини је живјело 172 становника. Посједује регионалну шифру (AGS) 7235134.

## Географски и демографски подаци
Терних се налази у савезној држави Рајна-Палатинат у округу Трир-Сарбург. Општина се налази на надморској висини од 127 метара. Површина општине износи 2,5 km². У самом мјесту је, према процјени из 2010. године, живјело 172 становника. Просјечна густина становништва износи 69 становника/km².